# Míster Mundo 2016
Míster Mundo 2016 fue la 9º edición del concurso de belleza masculino correspondiente a Míster Mundo, cuya final se llevó a cabo el 19 de julio de 2016 en el Centro de Teatro y Conferencia de Southport, en el condado de Merseyside, en el norte de Inglaterra. Candidatos de 46 naciones y territorios autónomos compitieron por el título. Al final del evento Nicklas Pedersen, Mister Mundo 2014 de Dinamarca entregó el título a Rohit Khandelwal de la India como su sucesor.
La gala final fue conducida por Megan Young, Miss Mundo 2013 de Filipinas, Frankie Cena, exrepresentante canadiense en Míster Mundo 2012 y Jordan Williams, exrepresentante de Inglaterra en Míster Mundo 2014, además contó con la participación artística de comediante británico Micky Flanagan.

## Resultados
| Posiciones              | Candidato |
| ----------------------- | --- |
| Míster Mundo 2016       | - India - Rohit Khandelwal |
| Primer Finalista        | - Puerto Rico - Fernando Álvarez |
| Segundo Finalista       | - México - Aldo Esparza |
| Top 5 (finalistas)      | - Inglaterra - Christopher Bramell - Kenia - Kevin Owiti                                                                                |
| Top 10 (Semifinalistas) | - Brasil - Lucas Montandon - China - Chang Zhousheng - El Salvador - David Arias - Escocia - Tristan Harper - Polonia - Rafał Jonkisz ∆ |

- ∆ Votado por el público de todo el mundo vía internet.

## Historia

### Sede
Southport fue elegido para la sede de esta edición del concurso masculino debido a que cuenta con hermosas playas y paseos marítimos, además de contar con instalaciones modernas y ser un lugar célebre por su turismo, dentro del núcleo urbano de Liverpool, y próximo a la gran ciudad de Mánchester.

## Relevancia histórica deMíster Mundo 2016
- India gana por primera vez el certamen.
- Inglaterra, India, México y Puerto Rico repiten clasificación a semifinales.
- Inglaterra y México clasificaron por tercera vez consecutiva.
- Brasil clasificó por última vez en el 2010.
- China clasificó por última vez en el 2007.
- El Salvador, Escocia, Kenia y Polonia clasificaron por primera vez a semifinales.

## Áreas de competencia
Cinco retos se llevaron a cabo a lo largo de la competencia, los ganadores de estos entraron directamente al top la noche final mientras el resto completó el Top 10. Dichos eventos fueron:
- Mister Mundo Deportes Extremos.
- Mister Mundo Deportes.
- Mister Mundo Talento.
- Mister Mundo Estilo Fashion.
- Mister Mundo Multimedia.

### Equipos
| Rojo | Verde | Amarillo | Azul |
| - Canadá - Costa Rica - Ghana - Grecia - Irlanda del Norte - Japón - Kenia - Malasia - Nicaragua - Sri Lanka - Sudáfrica - Suecia | - Alemania - Argentina - Austria - Bulgaria - Curazao - El Salvador - Estados Unidos - Gales - India - Nepal - Nigeria | - Bolivia - Brasil - China - Corea del Sur - Dinamarca - Guadalupe - Honduras - Italia - Malta - Moldavia - Panamá - Rumania | - Escocia - España - Filipinas - Francia - Inglaterra - Irlanda - México - Perú - Polonia - Puerto Rico - Suiza |

### Deportes Extremos

#### Posiciones
| Posición          | Concursante |
| ----------------- | --- |
| Ganador           | - Escocia – Tristan Harper |
| Primer Finalista  | - Inglaterra – Chris Bramell |
| Segundo Finalista | - México – Aldo Esparza |
| Top 12            | - Costa Rica – Daniel Alfaro - Alemania – Oleg Justus - Japón – Yūki Satō - Gales – Joseph Street - Dinamarca – Rasmus Pedersen - Irlanda del Norte – Paul Pritchard - Nicaragua – Edson Bonilla - Austria – Fabian Kitzweger - Suecia – Robin Mähler |

Carrera en las dunas de Southport
| Resultado Final | Concursante                                                                    |
| --------------- | ------------------------------------------------------------------------------ |
| Ganador         | - Escocia – Tristan Harper                                                     |
| Finalistas      | - Alemania - Oleg Justus - Dinamarca - Rasmus Pedersen - Suecia - Robin Mähler |

Cuatro horas de circuito con el Ejército Británico
| Resultado Final | Concursante                |
| --------------- | -------------------------- |
| Ganador         | - Escocia – Tristan Harper |

Desafío colectivo
- Desafío de las 10 toneladas:

En un trabajo de jardinería los grupos hicieron el trabajo en 1 hora que normalmente suele durar alrededor de una semana. Los 45 candidatos se reunieron en cuatro grupos se movían alrededor de diez toneladas de piezas de mantillo por todos los macizos de flores en los jardines de Southport. Un juez llevaba la cuenta de cuantas carretillas llenas de mantillo llevaba cada uno de los 4 equipos. El dinero recaudado será destinado a las personas mayores de la localidad que necesiten ayuda en sus jardines. Los puntos ganados en el desafío se contabilizan en los marcadores de Míster Mundo 2016.
| Resultado Final   | Equipo                       |
| ----------------- | ---------------------------- |
| Medalla de oro    | - Equipo Azul - Equipo Verde |
| Medalla de plata  | - Equipo Amarillo            |
| Medalla de bronce | - Equipo Rojo                |

### Deportes

#### Posiciones
Golf
| Resultado Final | Concursante                                                                         |
| --------------- | ----------------------------------------------------------------------------------- |
| Ganador         | - Inglaterra – Chris Bramell                                                        |
| Finalistas      | - Estados Unidos - Alexander Ouellet - Malasia - Mohd Yusuf - Panamá - Sergio Lopes |

Tiro de penales
| Resultado Final | Concursante               |
| --------------- | ------------------------- |
| Ganador         | - España – Ángel Martínez |

### Talento
| Posición | Concursante               |
| -------- | ------------------------- |
| Ganador  | - Polonia – Rafał Jonkisz |

### Fashion & Style
| Posición | Concursante               |
| -------- | ------------------------- |
| Ganador  | - China – Chang Zhousheng |

### Multimedia
| Posición | Concursante                |
| -------- | -------------------------- |
| Ganador  | - India – Rohit Khandelwal |

Ganador Medio Social
| Resultado Final | Concursante                |
| --------------- | -------------------------- |
| Ganador         | - India – Rohit Khandelwal |

Presentación de vídeo de los equipos
| Resultado Final | Concursante   |
| --------------- | ------------- |
| Ganador         | - Equipo Azul |

Premio Mobstar
| Resultado Final | Concursante |
| --------------- | --- |
| Ganador         | - Polonia – Rafał Jonkisz |
| Top 10          | - India - Rohit Khandelwal - Malta - Timmy Puschkin - México - Aldo Esparza - Canadá - Jinder Atwal - Austria - Fabian Kitzweger - Filipinas - Sam Ajdani - Inglaterra - Chris Bramell - Escocia - Tristan Harper - Sudáfrica - Armand Du Plessis |

## Candidatos
46 candidatos compitieron por el título:
(En la tabla se utiliza su nombre completo, los sobrenombres van entrecomillados y los apellidos utilizados como nombre artístico, entre paréntesis; fuera de ella se utilizan sus nombres «artísticos» o simplificados)
| País/Territorio   | Candidato                       | Edad | Estatura        | Ciudad de origen |
| ----------------- | ------------------------------- | ---- | --------------- | ---------------- |
| Alemania          | Oleg Justus                     | 27   | 1,88 m (6′ 2″)  | Kiel             |
| Argentina         | Robertino Dalla Benetta Busso   | 27   | 1,94 m (6′ 4″)  | Rosario          |
| Austria           | Fabian Kitzweger                | 22   | 1,77 m (5′ 10″) | Velm-Götzendorf  |
| Bolivia           | Sebastián Molina Rivero         | 22   | 1,80 m (5′ 11″) | Warnes           |
| Brasil            | Lucas Montandon                 | 26   | 1,87 m (6′ 2″)  | Brasilia         |
| Bulgaria          | Kaloyan Mihaylov                | 19   | 1,98 m (6′ 6″)  | Sofía            |
| Canadá            | Harjinder «Jinder» Atwal        | 28   | 1,85 m (6′ 1″)  | Terrace          |
| China             | Chang Zhousheng                 | 23   | 1,88 m (6′ 2″)  | Hainan           |
| Corea             | Young Suk Seo                   | 27   | 1,86 m (6′ 1″)  | Seúl             |
| Costa Rica        | Daniel Antonio Alfaro Barrantes | 24   | 1,78 m (5′ 10″) | Ciudad de Grecia |
| Curazao           | Danilo Christopher Juliet       | 20   | 1,89 m (6′ 2″)  | Willemstad       |
| Dinamarca         | Rasmus Kamaei Pedersen          | 23   | 1,87 m (6′ 2″)  | Horsens          |
| El Salvador       | David Arias                     | 28   | 1,83 m (6′ 0″)  | Ilobasco         |
| Escocia           | Tristan Cameron Harper          | 28   | 1,88 m (6′ 2″)  | Broughty Ferry   |
| España            | Ángel Martínez Elul             | 21   | 1,87 m (6′ 2″)  | Cartagena        |
| Estados Unidos    | Alexander Ouellet               | 22   | 1,73 m (5′ 8″)  | Norwell          |
| Filipinas         | Sam Ajdani                      | 26   | 1,88 m (6′ 2″)  | Makati           |
| Francia           | Kevin Martin-Gadrat             | 26   | 1,80 m (5′ 11″) | Lyon             |
| Gales             | Joseph Anthony Street           | 28   | 1,91 m (6′ 3″)  | Swansea          |
| Ghana             | Selorm Tay                      | 25   | 1,72 m (5′ 8″)  | Acra             |
| Grecia            | Iraklis Kozas                   | 26   | 1,80 m (5′ 11″) | Alejandrópolis   |
| Guadalupe         | Ludovic Letin                   | 29   | 1,85 m (6′ 1″)  | Bouillante       |
| Honduras          | Abelardo Enrique Bobadilla Rosa | 28   | 1,80 m (5′ 11″) | Tegucigalpa      |
| India             | Rohit Khandelwal                | 26   | 1,82 m (6′ 0″)  | Hyderabad        |
| Inglaterra        | Christopher «Chris» Bramell     | 23   | 1,85 m (6′ 1″)  | Liverpool        |
| Irlanda           | Darren King                     | 27   | 1,88 m (6′ 2″)  | Athlone          |
| Irlanda del Norte | Paul Pritchard                  | 26   | 1,84 m (6′ 0″)  | Ballymena        |
| Italia            | Federico Carta                  | 25   | 1,87 m (6′ 2″)  | Carbonia         |
| Japón             | Yūki Satō                       | 23   | 1,80 m (5′ 11″) | Tokio            |
| Kenia             | Kevin Oduor Owiti               | 20   | 1,78 m (5′ 10″) | Siaya            |
| Malasia           | Mohd Yusuf Tony                 | 25   | 1,80 m (5′ 11″) | Kuala Lumpur     |
| Malta             | Timmy Puschkin Scerri           | 23   | 1,80 m (5′ 11″) | Msida            |
| México            | Aldo Esparza Ramírez            | 26   | 1,85 m (6′ 1″)  | Guadalajara      |
| Moldavia          | Anatolie Jalbă                  | 24   | 1,82 m (6′ 0″)  | Criuleni         |
| Nepal             | Ganesh Agarwal                  | 29   | 1,85 m (6′ 1″)  | Katmandú         |
| Nicaragua         | Edson Janyny Bonilla Álvarez    | 25   | 1,75 m (5′ 9″)  | Managua          |
| Nigeria           | Michael Amilo                   | 27   | 1,85 m (6′ 1″)  | Anambra          |
| Panamá            | Sergio Lopes Gotti              | 29   | 1,85 m (6′ 1″)  | Ciudad de Panamá |
| Perú              | Alan Massa Caycho               | 24   | 1,88 m (6′ 2″)  | Ica              |
| Polonia           | Rafał Jonkisz                   | 18   | 1,87 m (6′ 2″)  | Rzeszów          |
| Puerto Rico       | Fernando Alberto Álvarez Soto   | 21   | 1,83 m (6′ 0″)  | Coamo            |
| Rumania           | Ion Garaba                      | 23   | 1,82 m (6′ 0″)  | Bucarest         |
| Sri Lanka         | Jake Elwood John Senaratne      | 22   | 1,85 m (6′ 1″)  | Colombo          |
| Sudáfrica         | Armand Du Plessis               | 27   | 1,82 m (6′ 0″)  | Roodepoort       |
| Suecia            | Robin Mähler                    | 27   | 1,81 m (5′ 11″) | Sollefteå        |
| Suiza             | Betim Morina                    | 18   | 1,84 m (6′ 0″)  | Lausana          |

### Designaciones
- David Arias (El Salvador) fue designado por Carlos Jiménez, quien es presidente de la organización Reinado de El Salvador, para que su nación debute en este certamen.
- Anatolie Jalbă (Moldavia) e Ion Garaba (Rumania) fueron designados por la directiva de Mr World Moldova, ya que ambos poseen nacionalidad moldava, sin embargo Garaba también cuenta con la nacionalidad rumana, por lo que según las bases del concurso le permitió representar a Rumania en dicho certamen.

### Suplencias
- John Yamanouchi (Japón) renunció al título nacional por no contar con el apoyo de la organización japonesa, por lo que su suplente fue Yūki Satō.

### Abandonos
- A pesar de haber aparecido en la página oficial del certamen David Hernández Ángel (Colombia) no arribó a la concentración en Southport, por lo que fue eliminado de la nómina de concursantes.
- Renato Barabino (Venezuela) no participó en el certamen debido a los problemas financieros de la organización nacional.
- A pesar de haber sido confirmados en algún momento Jean Daniel Siewe (Camerún), Mackendy Asmath (Haití), Kristaps Vilde (Letonia), Farid Matar (Líbano) y Casey Sánchez (República Dominicana) tampoco fueron enviados al certamen.

## Datos acerca de los delegados
Algunos de las delegados del Míster Mundo 2016 han participado, o participarán, en otros certámenes internacionales de importancia:
- Sergio Lopes (Panamá) compitió sin figurar en Míster Internacional 2013.
- Timmy Puschkin (Malta) compitió en Best Model of the World 2014, sin lograr figuración.
- Rasmus Pedersen (Dinamarca) se posicionó como segundo finalista en Mr. Tourism International World Final 2015.
- Mohd Yusuf Tony (Malasia) participó sin figurar en Mr. Universal Ambassador 2015, fue primer finalista en Mister Pancontinental 2015 y participó en Mister Global 2016.
- Rafał Jonkisz (Polonia) participó en Mister Internacional 2015 sin lograr figuración, además participó en Mister Supranacional 2016 colocándose en el Top 10.
- Fernando Álvarez (Puerto Rico) participó en Míster Internacional 2015, clasificando a semifinales.

Algunos de las delegados nacieron o viven en otro país al que representarán, o bien, tienen un origen étnico distinto:
- Oleg Justus (Alemania) nació en Kazajistán.
- Robertino Dalla (Argentina) tiene ascendencia italiana.
- Jinder Atwal (Canadá) tiene ascendencia india.
- Chang Zhousheng (China) radica en Estados Unidos.
- Sam Ajdani (Filipinas) nació y creció en Irán hasta los 14 años.
- Paul Pritchard (Irlanda del Norte) nació en Alemania, y tiene nacionalidad alemana y británica.
- Yūki Satō (Japón) tiene ascendencia australiana y puertorriqueña.
- Sergio Lopes (Panamá) tiene ascendencia portuguesa e italiana.
- Ion Garaba (Rumania) nació en Moldavia, y posee nacionalidad moldava y rumana.
- Betim Morina (Suiza) tiene ascendencia francesa y albanesa.

Otros datos significativos de algunos delegados:
- Kaloyan Mihaylov (Bulgaria) es tenista profesional de la liga juvenil de la ATP, y es hermano de Galina Mihaylova, quien también es tenista profesional y representó sin éxito a dicha nación en Miss Mundo 2016.
- Jinder Atwal (Canadá) participó en la segunda temporada de The Amazing Race Canada, junto a su hermana Sukhi.
- Rasmus Pedersen (Dinamarca) padeció de cáncer, por lo que actualmente es embajador y apoya a la Asociación Danesa del Cáncer, la cual ayuda a niños y jóvenes de dicha nación que lo padecen y estén bajo tratamiento.
- Tristan Harper (Escocia) es jugador de hockey sobre hielo.
- Rohit Khandelwal (India) es actor, modelo y presentador de televisión.
- Paul Pritchard (Irlanda del Norte) es jugador de rugby.
- Yūki Satō (Japón) es jugador de baloncesto profesional.
- Ganesh Agarwal (Nepal) arribó a la concentración a 4 días de la gala final por razones no dadas a conocer.[6]
- Sergio Lopes (Panamá) es un reconocido actor en su país.
- Ion Garaba (Rumania) es Fisicoculturista.

## Sobre los países en Míster Mundo 2016

### Naciones debutantes
- El Salvador, Nepal y Nicaragua concursaron por primera vez en el certamen.

### Naciones ausentes
(en relación a la edición anterior)
- Venezuela no envió a su delegado por problemas financieros que acaecen a la nación.[7]
- Australia, Bahamas, Colombia, Letonia, Líbano, Países Bajos, Paraguay, Portugal, República Dominicana, Rusia, Suazilandia, Turquía y Ucrania tampoco enviaron a sus delegados este año.

### Naciones que regresan a la competencia
- Escocia que concursó por última vez en 2003.
- Estados Unidos, Kenia, Malasia, Panamá y Suecia que concursaron por última vez en 2010.
- Bulgaria, Grecia y Honduras que concursaron por última vez en 2012.